# Gpg4win
Gpg4winは、公開鍵暗号 (OpenPGPとS/MIME)に基づく電子メール、ファイルの暗号化・署名のためのソフトウェアのインストールパッケージである。ドイツBSIが開発を支援している。Gpg4winそのものとそのすべてのツールはFOSSである。
Gpg4winの目的は、暗号化ソフトウェアであるGNU Privacy Guard (GnuPG) と関連するツール、文書のMicrosoft Windows向けのインストーラを提供することである（GnuPGの配布元であるgnupg.orgでは、ソースコードのみを提供しておりWindows向けのバイナリは提供していない）。特に、マニュアルである Gpg4win for Novices はドイツ語版をオリジナルとする翻訳として始まり、Gpg4winの一部として維持されている。パッケージには、他にもドイツ語のドキュメントが同梱されている。
ビルドシステムである"Gpg4win-Builder"は、更新された、あるいはカスタムされたコンポーネントからgpg4win.exeを容易に作成することができるようになっている。Debian上で動作が検証され、他の環境でも同様に動作する。ほとんどのツールはクロスコンパイラによってWindows向けのバイナリが作成される。

## Gpg4winに同梱されているコンポーネント
- ソフトウェア
  - GnuPG: Gpg4winの中核であり、暗号化・署名を受け持つツール
  - Kleopatra: OpenPGPとX.509 (S/MIME)のための証明書マネージャ (KDE) と、暗号化に関する共通のダイアログ
  - GPA: OpenPGPとX.509 (S/MIME)のためのもう一つの証明書マネージャ (GNU)
  - GpgOL: Microsoft Outlook 2003、2007向けのプラグイン（電子メールの暗号化・署名）
  - GpgEX: Windows Explorer向けのプラグイン（ファイルの暗号化・署名）
- ドキュメント
  - Gpg4win Compendium: Gpg4winに関するドキュメント（ドイツ語および英語）